# Simone di Tournai
Simone di Tournai (1130 – 1203) è stato un filosofo e teologo francese, professore all'Università di Parigi verso la fine del XII secolo.
Fu un canonista la cui opera è inscritta nel Rinascimento del XII secolo.

## Biografia
La data di nascita di Simone di Tournai è incerta, sebbene è noto che insegnò prima del 1184, poiché firmò un documento contemporaneamente a Gerard de Pucelle, vescovo di Coventry, che morì in quell'anno.
Studiò nella sua città natale prima di trasferirsi a Parigi, dove proseguì la sua formazione al Chiostro di Notre-Dame sotto la guida di Oddone di Soisson, che fu un suo collaboratore e protettore.
Insegnò alla Scuola delle Arti (sette arti liberali) prima di diventare un eminente maestro di teologia nel 1165.
Simone insegnò filosofia per dieci anni prima di passare all'insegnamento della teologia, con altrettanto successo. Utilizzò gli scritti di Aristotele, tra cui la Fisica, le cui opere stavano acquisendo notorietà accademica in quel periodo.
Ebbe molti nemici non solo per il suo temperamento arrogante e il suo gusto per la provocazione, ma anche e soprattutto per il posto importante che dava ad Aristotele nel suo insegnamento. Ciò è particolarmente evidente nelle sue Disputationes. La disputatio consisteva in una lezione dedicata a una o più quaestio (se ne contano ben 371 nelle 102 disputationes di Simone). La sua forma dialettica fu introdotta nella seconda metà del XII secolo, in particolare sotto l'influenza del Sic et Non di Abelardo. Con Simone di Tournai, la disputa segnò un'importante evoluzione, in quanto si distaccò completamente dalla lectio magistralis. Simone affrontò le questioni così come gli venivano poste dai suoi studenti, e non con l'obiettivo di spiegare un passo della lectio; per ogni questione, riuniva gli argomenti pro e contro, prima di proporre una o più soluzioni, secondo un metodo simile a quello di san Tommaso d'Aquino. Lo stile argomentativo di Simone prefigurava così la quaestio disputata, che avrebbe avuto un grande futuro nel Medioevo.
Simone di Tournai scrisse anche una summa intitolata Institutiones in sacram paginam. Nell'introduzione propose una teoria generale del significato da applicarsi alle Scritture.
Secondo Tommaso di Cantimpré, avrebbe pronunciato la bestemmia legata al Trattato dei tre impostori e sarebbe stato immediatamente colpito da epilessia. Matteo Paris attribuisce un'altra bestemmia a un certo Simon (de) Churnay, che si ritiene essere la stessa persona di Simone di Tournai. Questi aneddoti trovano poco credito tra gli storici moderni. L'Enciclopedia cattolica del 1913 sostiene che tutte le opere superstiti di Simone di Tournai evidenziano un cattolicesimo  conforme all'ortodossia.
Si spense intorno al 1203.
Secondo alcuni studiosi, il poema di Charles Baudelaire L'orgoglio punito farebbe riferimento a lui.

## Opere
- Summa decretorum[1]
- 102 Disputationes
- Institutiones in sacram paginam (summa)